# Kim Busch
Kim Busch (Dordrecht, 16 juni 1998) is een Nederlandse zwemster. Ze won onder meer zilver op de 4x50m vrije slag tijdens de Wereldkampioenschappen kortebaanzwemmen 2016 en brons op  4x100m vrije slag tijdens de Wereldkampioenschappen zwemmen 2017. 
Busch is lid van MNC Dordrecht en traint bij NTC Eindhoven.

## Resultaten

### Internationale toernooien
| Jaar | Olympische Spelen    | WK langebaan                               | WK kortebaan | EK langebaan                                                  | EK kortebaan |
| ---- | -------------------- | ------------------------------------------ | --- | ------------------------------------------------------------- | --- |
| 2016 | geen deelname        |                                            | 4x50m vrije slag · 4x100m vrije slag* · 4x50m vrije slag gemengd* · 13e 100m vlinderslag                                                      | 9e 50m vrije slag 15e 50m vlinderslag 26e 100m vlinderslag    | |
| 2017 |                      | 4x100m vrije slag                          | |                                                               | 4x50m vrije slag*                                                                                                   |
| 2018 |                      |                                            | 4x100m vrije slag · 4x50m wisselslag · 16e 50m schoolslag · 15e 100m vlinderslag                                                              | 4x100m vrije slag · 21e 100m vrije slag · 11e 50m vlinderslag | |
| 2019 |                      | 4e 4x100m vrije slag 10e 4x100m wisselslag | |                                                               | geen deelname |
| 2020 | 4e 4x100m vrije slag |                                            | 4x50m wisselslag · 4x50m wisselslag gemengd* ·                                                                                                | 4×100m vrije slag* ·                                          | |
| 2021 |                      |                                            | |                                                               | 4x50m vrije slag · 4e 4x50m wisselslag · 12e 100m vrije slag · 4x50m vrije slag gemengd · 4x50m wisselslag gemengd* |
| 2022 |                      | 07e 4×100 m vrije slag 13e 50m vrije slag  | 7e 50m vlinderslag · 10e 100m rugslag · 5e 4×100m vrije slag · 4×50m vrije slag · 23e 100m vrije slag · 14e 50m vrije slag · 8e 50m rugslag · | 07e 50m vlinderslag · 4x100m vrije slag ·                     | |
| 2023 |                      | 6e 4x100m vrije slag                       | |                                                               | |
| 2024 |                      | 4x100m vrije slag · 13e 50m vlinderslag ·  | |                                                               | |

*) Busch zwom enkel de series

## Persoonlijke records
Bijgewerkt tot en met 6 december 2020

### Kortebaan
| Afstand          | Tijd  | Datum             | Plaats       |
| ---------------- | ----- | ----------------- | ------------ |
| 050m vrije slag  | 23,99 | 28 september 2018 | Eindhoven    |
| 100m vrije slag  | 52,71 | 3 november 2018   | Kristiansand |
| 050m vlinderslag | 25,69 | 29 september 2018 | Eindhoven    |
| 100m vlinderslag | 57,63 | 15 december 2018  | Hangzhou     |

### Langebaan
| Afstand          | Tijd  | Datum            | Plaats    |
| ---------------- | ----- | ---------------- | --------- |
| 050m vrije slag  | 24,78 | 14 augustus 2020 | Hengelo   |
| 100m vrije slag  | 54,05 | 23 juli 2017     | Boedapest |
| 050m vlinderslag | 26,04 | 6 december 2020  | Rotterdam |
| 100m vlinderslag | 59,12 | 14 april 2019    | Eindhoven |